# FS E402 sorozat
Az FS E402A sorozat és az FS E402B sorozat két olasz Bo'Bo' tengelyelrendezésű villamosmozdony-sorozat. A Trenitalia használja a mozdonyokat főként a nagysebességű személyszállításhoz.

## Változatok

### FS E402A
Az FS E402A sorozatot 1994 és 1996 között gyártotta a AnsaldoBreda. 3 kV egyenárammal villamosított vonalakon közlekedik. Összesen hat prototípus épült (E402.000 - 005), majd a sorozatgyártás során 40 db állt forgalomba. A mozdonyok maximális sebessége 220 km/h.

### FS E402B
Az FS E402B sorozatot hasonló az FS E402B sorozathoz, de ezek már három áramneműek. 1998 és 2000 között gyártotta a AnsaldoBreda, a Firema Trasporti, az ITIN és a SOFER. A 3 kV egyenáram mellett képesek az újépítésű 25 kV 50 Hz-es váltakozó áramú olasz vonalakon is közlekedni. A 139 és 158 közötti pályaszámúak pedig a francia 1,5 KV alatt is működnek, de csak fele teljesítménnyel. Ezek az FS E402BF sorozatba tartoznak (az F jelöli Franciaországot). Ezek a két egykarú áramszedőn kívül egy harmadikkal is rendelkeznek a francia felsővezetékhez.